# Northampton (Australia)
Northampton è una città situata nella regione di Mid West, in Australia Occidentale; essa si trova 480 chilometri a nord di Perth ed è la sede della Contea di Northampton. Al censimento del 2006 contava 813 abitanti.